# Edyta Szurowska
Edyta Szurowska (ur. 27 września 1967) – polska profesor doktor habilitowana nauk medycznych, radiolożka, w kadencjach 2016–2020 i 2020–2024 prorektor Gdańskiego Uniwersytetu Medycznego.

## Życiorys
Edyta Szurowska ukończyła studia na Wydziale Lekarskim Akademii Medycznej w Gdańsku. Dyplom lekarza uzyskała w 1993. Tuż po studiach zaczęła pracę w Zakładzie Radiologii. Na macierzystej uczelni została zatrudniona w 1995. W 2001 uzyskała specjalizację II stopnia z radiologii. W 2003 doktoryzowała się w zakresie nauk medycznych na podstawie pracy Zastosowanie wielofazowej spiralnej Tomografii Komputerowej i Tomografii Rezonansu Magnetycznego w różnicowaniu litych zmian ogniskowych w wątrobie (promotor: Michał Studniarek). W 2012 habilitowała, przedstawiając dzieło Ocena zmian współczynnika dyfuzji w nowotworach wątroby leczonych ablacją prądem o wysokiej częstotliwości na podstawie badań MR. W 2019 otrzymała tytuł profesora nauk medycznych. 
Od 2014 profesor nadzwyczajna, a następnie profesor. Kieruje II Zakładem Radiologii oraz koordynuje Zakładu Radiologii UCK. Utworzyła Pracownię Rezonansu Magnetycznego 3,0T. Od 2016 prorektor GUMed do spraw klinicznych. Współautorka programu nauczania na kierunku badania kliniczne w GUMed. 
Jej zainteresowania i praktyka obejmują przede wszystkim neuroobrazowanie, radiologię onkologiczną oraz diagnostykę narządową TK i MRI, nowoczesne techniki obrazowania (perfuzja, dyfuzja, spektroskopia). Odbyła staże: dwukrotnie w Szpitalu Uniwersyteckim w Leuven, w Szpitalu Sacre Coeur w Luksemburgu, w Szpitalu Uniwersyteckim Bichat-Beaujon w Paryżu oraz w Szpitalu Mount Sinai w Nowym Jorku. 
Prezeska Polskiego Lekarskiego Towarzystwa Radiologicznego w kadencji 2023–2025. Przewodnicząca Komisji ds. Szpitali Klinicznych przy Konferencji Rektorów Akademickich Uczelni Medycznych. 
Jest autorką prawie 250 prac naukowych, o łącznym IF 445,38. Promotorka ośmiorga doktorów.

## Odznaczenia
- Srebrny Krzyż Zasługi „za zasługi w działalności na rzecz ochrony zdrowia” (2013)[5]
- Odznaka honorowa „Za zasługi dla ochrony zdrowia” (2015)[6]
- Złoty Krzyż Zasługi „za zasługi w działalności na rzecz rozwoju medycyny oraz ochrony zdrowia publicznego” (2020)[7]